# Elaeosticta
Elaeosticta là chi thực vật có hoa trong họ Apiaceae.